# Ponteventuno
Ponteventuno (Puntvintün in dialetto mantovano) è una frazione del comune di Curtatone, in provincia di Mantova.

## Origini del nome
"Del Ventuno" ricorderebbe un episodio di cui si ignora il significato.
"Ponte Ventuno" potrebbe essere l'evoluzione e storpiatura del latino "Ponte eventum unni".

## Storia

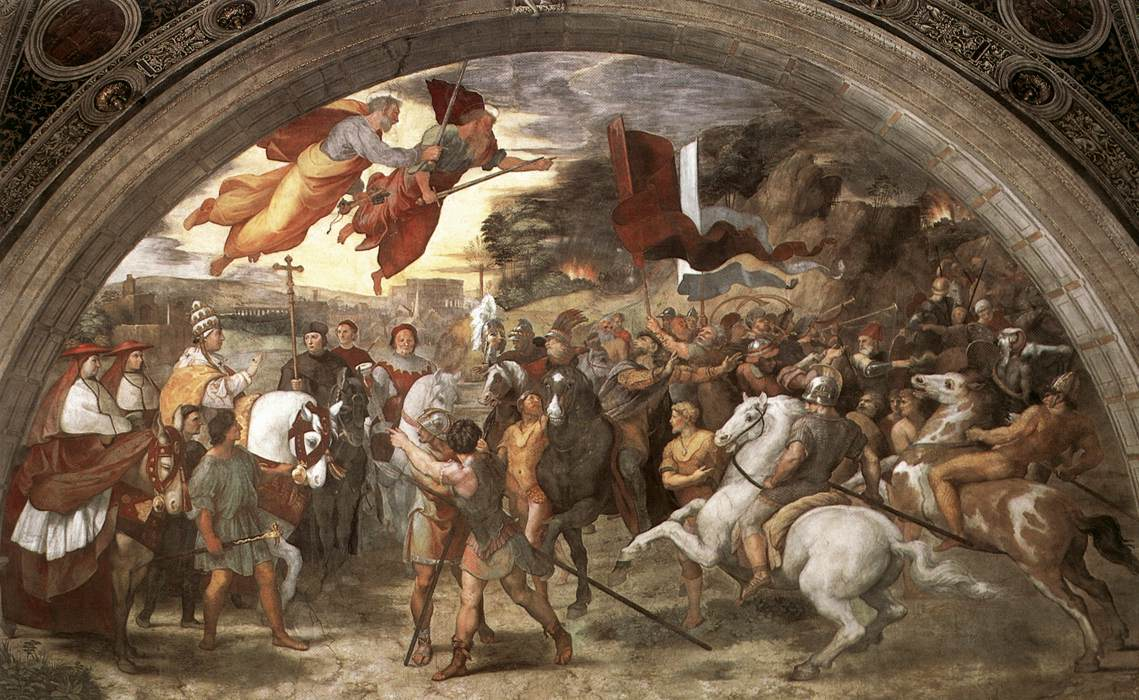
Incontro tra Leone il Grande e Attila, Affresco, 1514, Stanza di Eliodoro, Palazzi Pontifici, Vaticano. L'affresco fu completato durante il pontificato di Leone X (papa dal 1513 al 1521). Secondo la leggenda, la miracolosa apparizione dei Santi Pietro e Paolo armati con spade durante l'incontro tra Papa Leone e Attila (452) avrebbe spinto il re degli Unni a ritirarsi, rinunciando al sacco di Roma

Recenti studi (2014) farebbero risalire Ponteventuno a uno dei luoghi in cui avvenne nel 452 lo storico incontro tra Attila e papa Leone I, che fermò le incursioni del condottiero unno.